# Umar ibn Hafsun
ʿUmar ibn Ḥafṣūn (in arabo: ﻋﻤﺮ ﺍﺑﻦ ﺣﻔﺼﻮﻥ; Malaga, 850 circa – Bobastro, 917) è stato il principale e più abile e ostinato oppositore dell'emirato (poi califfato) degli Omayyadi di al-Andalus per oltre un cinquantennio, a cavallo fra il IX e il X secolo d.C..
Discendente di una famiglia di probabile origine visigotica, ʿUmar b. Ḥafṣūn - nato presso Malaga - era dunque un muwallad che, avendo probabilmente commesso un omicidio, si rifugiò in Nordafrica, dal quale rientrò nella natia Spagna prima dell'880.
Insediatosi a Bobastro, una cittadella arroccata sulle impervie montagne a nord di Malaga, in una cornice naturalmente aspra e ricca di forre e precipizi assai difficile da percorrere, Ibn Ḥafṣūn poteva godere di un accesso di difficile transito, in grado di essere abbastanza facilmente difeso dagli aggressori.
L'enclave era particolarmente angusto e sappiamo dalle cronache musulmane che si distingueva per l'abbondanza di acqua, requisito indispensabile per sopportare lunghi assedi.

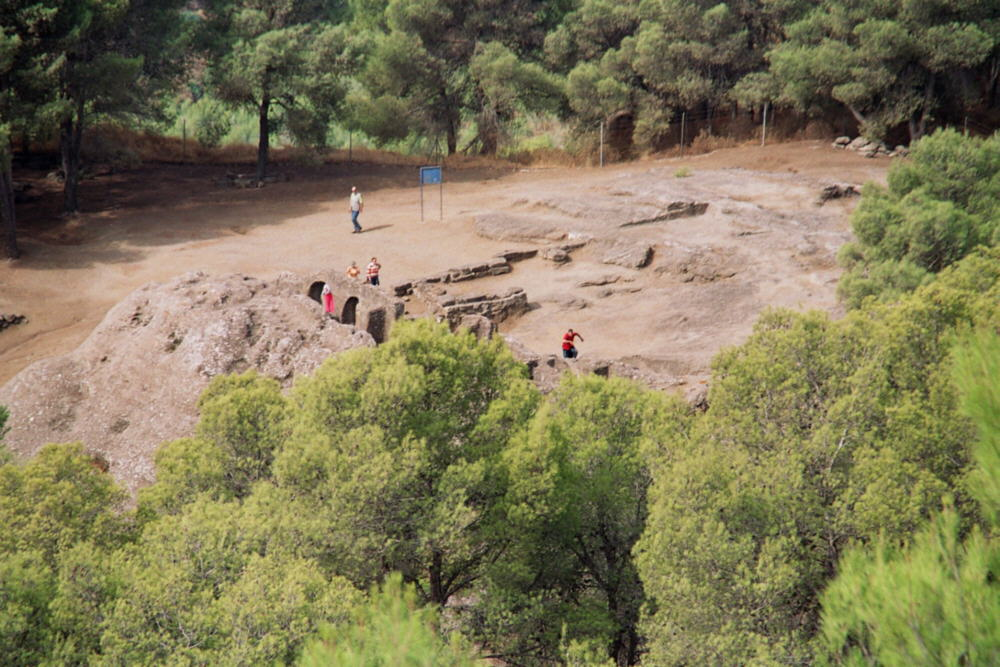
Rovine di Bobastro

Da Bobastro egli tenne quindi sotto scacco le fertili regioni agricole del Guadalquivir e della Vega di Granada, saccheggiandole e sfidando il potere degli Emiri Muḥammad I (reg. 852-886), al-Mundhir (reg. 886-888) e ʿAbd Allāh I (reg. 888-912).
Abiurò la religione islamica per farsi cristiano con il nome di Samuel nell'anno 889.
Ibn Ḥafṣūn costituì il massimo pericolo per la dinastia omayyade, assai più di quello rappresentato dal pur bellicoso (ma, tutto sommato, meno preoccupante) regno asturleonese.
Dopo aver posto sotto il proprio controllo le province di Rayyo (dove si trovava Bobastro), di Elvira (dove sorgeva Granada) e di Jaén, Ibn Ḥafṣūn riuscì ad allearsi con le popolazioni di Archidona, Baeza, Úbeda e Priego.
Nel maggio del 914 però l'ancora Emiro di Cordova ʿAbd al-Raḥmān III attraversò le montagne di Ronda e di Malaga per affrontare Ibn Ḥafṣūn. Dopo uno scontro e la successiva occupazione di Ojén, della provincia di Takoronna (Tākurunnā), nelle vicinanze dell'attuale Marbella, le forze omayyadi si spinsero fino ad Algeciras, dove l'Emiro dette fuoco alle imbarcazioni che si muovevano su e giù per il Nord Africa e che assicuravano gli approvvigionamenti del ribelle Ibn Ḥafṣūn, imponendo poi un vero e proprio servizio di pattugliamento per impedire l'arrivo di aiuti al suo avversario. Dopo di che le truppe emirali tornarono a Cordova.
Le misure omayyadi sortirono il loro effetto e, profittando anche della malattia che aveva colpito Ibn Ḥafṣūn, tra il 915 e il 916 tornarono all'ubbidienza dell'Emiro i signori di Lorca, Mérida, Santarem, Alicante, Jativa, Valencia e Sagunto.
Nel 917 Ibn Ḥafṣūn morì e il suo dominio resistette per qualche tempo coi suoi figli. Il primogenito Jaʿfar nel 919 chiese ad ʿAbd al-Raḥmān III una tregua, versandogli un tributo ma cadde ucciso dal fratello Sulaymān che voleva proseguire invece nella lotta paterna. Nel 927 però fu catturato in battaglia e gli fu mozzata la testa. Stessa sorte ebbe il terzo figlio, ʿAbd al-Raḥmān.
L'ultimo dei figli di Ibn Ḥafṣūn, Ḥafṣ, riprese la sua resistenza a Cordova. Dopo aver perduto Malaga fu però costretto a rifugiarsi nel "nido d'aquila" di Bobastro, dove le truppe emirali condotte da Saʿīd al-Mundhir lo strinsero d'assedio. 
Dopo sei mesi Ḥafṣ fu costretto alla resa e, nel gennaio del 928, inviò una missiva all'Emiro per informarlo della sua sottomissione. ʿAbd al-Raḥmān III lo perdonò, forzandolo tuttavia a trasferirsi con la sua famiglia a Cordova, dove Ḥafṣ poi si arruolò nell'esercito omayyade.
Alcune Passio agiografiche del XIX secolo gli attribuiscono una figlia, Argentea, probabilmente storicamente mai esistita.